# سلیمان المهری
سلیمان بن احمد بن سلیمان المَهری (حدود ۱۴۸۰–۱۵۵۰) از دریانوردان عرب در سدهٔ شانزدهم میلادی بود. او اهل شحر در حضرموت، در شرق یمن بود و لقب «المهری» را به‌سبب نسبش به قبیلهٔ عربی مهره داشت. آثار او ادامه‌دهنده و گسترش‌دهندهٔ آثار ابن ماجد بود، گرچه در نوشته‌های هیچ‌یک از آن‌ها ارتباط مستقیمی میانشان ذکر نشده‌است.

## آثار
- العمدة المهرية في ضبط العلوم البحرية (ستون مهره‌ای در دقت علوم دریایی)
- المنهاج الفاخر في علم البحر الزاخر (روش گرانمایه در دانش دریای خروشان)
- تحفة الفحول في تمهيد الأصول علم البحر (هدیه‌ای برای بزرگ‌مردان دربارهٔ مقدمهٔ اصول دانش دریا)
- شرح تحفة الفحول في تمهيد الأصول علم البحر (شرحی بر هدیهٔ بزرگ‌مردان دربارهٔ مقدمهٔ اصول دانش دریا)
- قلادة الشموس واستخراج قواعد الأسوس (گردنبند خورشیدها و استخراج قواعد بنیادین)
- مرآة السلاك لكرات الأفلاك (آیینهٔ ره‌پویان در گوی‌های افلاک)

المهری به‌دلیل کاهش فهرست‌های ستارگان ناوبری ابن ماجد از ۷۰ به ۱۵ شناخته می‌شود. ترکیب این فهرست‌های ستاره‌ای تا اوایل سدهٔ شانزدهم میلادی در میان ناوبران و دریانوردان عرب رایج بود.
المهری در رساله‌های خود به جزایر غرب ساحل تایلند (شبه‌جزیره مالایی) اشاره کرده‌است. مهم‌ترین مقصدی که در این متون ناوبری پوشش داده شده، ایالت ملاکا است که در سدهٔ پانزدهم میلادی به مهم‌ترین مرکز بازرگانی منطقه برای ناوبران عرب بدل شده بود. سنگاپور، بخش‌هایی از سامرا، جاوه، چین، سواحل میانمار و جزایر آندامان و نیکوبار نیز در کانون توجه آثار او قرار داشتند.
او سواحل مالایا را با سیام در یک گروه قرار داده و خشکی‌های شرق آن را با چین به‌عنوان یک پادشاهی واحد در نظر گرفته‌است. این بخش از کتاب المهری نشان‌دهندهٔ حدود دانسته‌های ناوبران عرب است:
بدان که در جنوب جزیرهٔ جاوه جزایر بسیاری به نام جزیره تیمور وجود دارند و در شرق جزیره تیمور نیز جزایر باندام قرار دارند که شمارشان بسیار است. این نواحی جایگاه چوب صندل، چوب آگار و جوز هندی هستند. این جزایر به نام جزایر میخک صدپر شناخته می‌شوند و بادهای جاوه آن‌ها را به نام جزایر ملوک می‌خوانند.
از آن‌جا که بسیاری از این جزایر با اطمینان شناسایی نشده‌اند، دامنهٔ واقعی سفرهای المهری و آشنایی‌اش با منطقه به‌درستی مشخص نیست.
تقسیم‌بندی جزایر آندامان و نیکوبار توسط المهری به دو بخش، به ناوبران عرب و پرتغالی کمک کرد. حتی در میانهٔ سدهٔ شانزدهم، سیدی علی رئیس بخش‌هایی از متون المهری را به زبان ترکی استانبولی ترجمه کرد.
به‌جز رسالهٔ اخترشناسی او با عنوان مرآة السلاك لكرات الأفلاك، همهٔ آثار او نخستین‌بار به زبان عربی توسط ابراهیم خوری در دمشق در سال ۱۹۷۱ منتشر شدند، به‌عنوان بخشی از مجموعهٔ چهارجلدی العلوم البحرية عند العرب (علوم دریایی نزد اعراب).